# Runtastic
adidas Runtastic, originariamente Runtastic, è una società digitale che opera nell’ambito della salute e del fitness, sviluppando applicazioni mobili che combinano al fitness tradizionale elementi di social network e gamification come risposta al movimento Quantified Self. adidas Runtastic sviluppa app di tracciamento delle attività e servizi come la registrazione degli allenamenti, l’analisi dettagliata dei dati, il confronto con altri utenti e altro ancora, con l’obiettivo di migliorare la condizione fisica generale degli utenti.
Il 5 agosto 2015, adidas acquisisce Runtastic per 220 milioni di euro (240 milioni di dollari).

Il 25 settembre 2019, Runtastic cambia nome per diventare adidas Runtastic.

## Storia
L’idea iniziale nacque durante un progetto all'università di scienze applicate di Hagenberg im Mühlkreis, in Alta Austria, per tracciare e seguire il percorso delle barche durante le gare di navigazione. Dal momento che tale target di riferimento era troppo ristretto, gli ideatori decisero di focalizzare il progetto su sport più popolari, come la corsa, il ciclismo o il footing. Di conseguenza, Florian Gschwandtner, Christian Kaar, René Giretzlehner e Alfred Luger fondarono la società Runtastic, nell'ottobre 2009 a Pasching, Alta Austria.
Ad agosto 2015, è stato annunciato che adidas aveva acquistato Runtastic per 220 milioni di euro (240 milioni di dollari), inclusa la quota del 50,1% della società che Axel Springer aveva comprato nel 2013. L’azienda è diventata così interamente di proprietà di adidas.
All’inizio del 2019, Runtastic ha abbandonato la strategia multi-app focalizzandosi invece sulle sue due app più importanti, sottoposte a rebranding nel settembre dello stesso anno: l’app “Runtastic” è diventata “adidas Running”, mentre l’app “Results” è diventata “adidas Training”.

## Prodotti
adidas Runtastic sviluppa soluzioni di tracciamento per raccogliere, organizzare e analizzare i dati di corsa e allenamento, e fornisce anche contenuti informativi su sport e benessere. È disponibile in 10 lingue: inglese, tedesco, francese (fr-FR), spagnolo (es-ES), italiano, portoghese (pt-BR), olandese, giapponese, russo, e polacco.

### Applicazioni
adidas Runtastic offre due app di tracciamento dell’attività fisica indoor e outdoor: adidas Running e adidas Training. Attualmente, le applicazioni sono disponibili in 10 lingue e coprono una gran parte del mercato globale. Le app adidas Running e adidas Training sono gratuite, ma gli utenti possono pagare per ottenere la versione Premium e sbloccare così funzionalità come piani di allenamento, statistiche avanzate, obiettivi di allenamento e altro ancora.

### Accoglienza
L’ampia diffusione di dispositivi mobili multi-funzione ha creato, in generale, una risposta positiva verso i prodotti che fanno buon uso di tutte le funzionalità extra (tracciamento GPS, registrazione e riproduzione audio e video, sincronizzazione con il web, condivisione social). Lo si vede in diverse recensioni dei prodotti dell’azienda, ad esempio su The Verge, TechCrunch, VentureBeat, or The Next Web.